# Johannes Angelus
Johannes Angelus (* 1542 in Marburg; † 21. Juli 1608 in Darmstadt) war ein lutherischer Theologe.

## Leben
Angelus, der Sohn des Schuhmachers Heinrich Happel, genannt Engel studierte in Marburg bis zu seinem Abschluss als Magister 1567. Anschließend wurde er Stipendiatenmajor an der Hessischen Stipendiatenanstalt in Marburg und 1571 Pfarrer in Groß-Gerau. Als Superintendent in der Residenzstadt Darmstadt hatte er ab 1578 eine leitende Position in der evangelischen Kirche der Landgrafschaft Hessen. Er förderte die Bildung in Hessen und leistete Vorarbeit zur Gründung der Universität Gießen. In Darmstadt gründete er 1590 ein Waisenhaus.
Angelus war ab 1571 mit Elisabeth König verheiratet. Seine Tochter Rebecka (* 1574) war in erster Ehe mit dem Schulmeister Justus Hirstenius, in zweiter ab 1596 mit dem Pfarrer und späteren Superintendenten Tobias Plaustrarius (1575–1632) verheiratet. Die Tochter Magdalena (1580–1632) ehelichte 1599 den Magister sowie Doctor theologiae Johannes Vietor (1574–1628) der von 1608 bis 1623 Hofprediger in Darmstadt und ab 1623 Superintendent der Obergrafschaft Katzenelnbogen gewesen ist.
In Groß-Gerau gab es bis Ende der 1970er Jahre in der Berliner Straße 11 die Johannes-Angelus-Schule, heute Prälat-Diehl-Schule.

## Schriften
- Orationes duae : Altera Fvnebris, In Obitvm Decem Praestantissimorum Verbi Ministrorum ... - Francoforti : Christoph Rab (Corvinus), 1585. Digitalisierte Ausgabe der Universitäts- und Landesbibliothek Düsseldorf